# Kąty Bystrzyckie

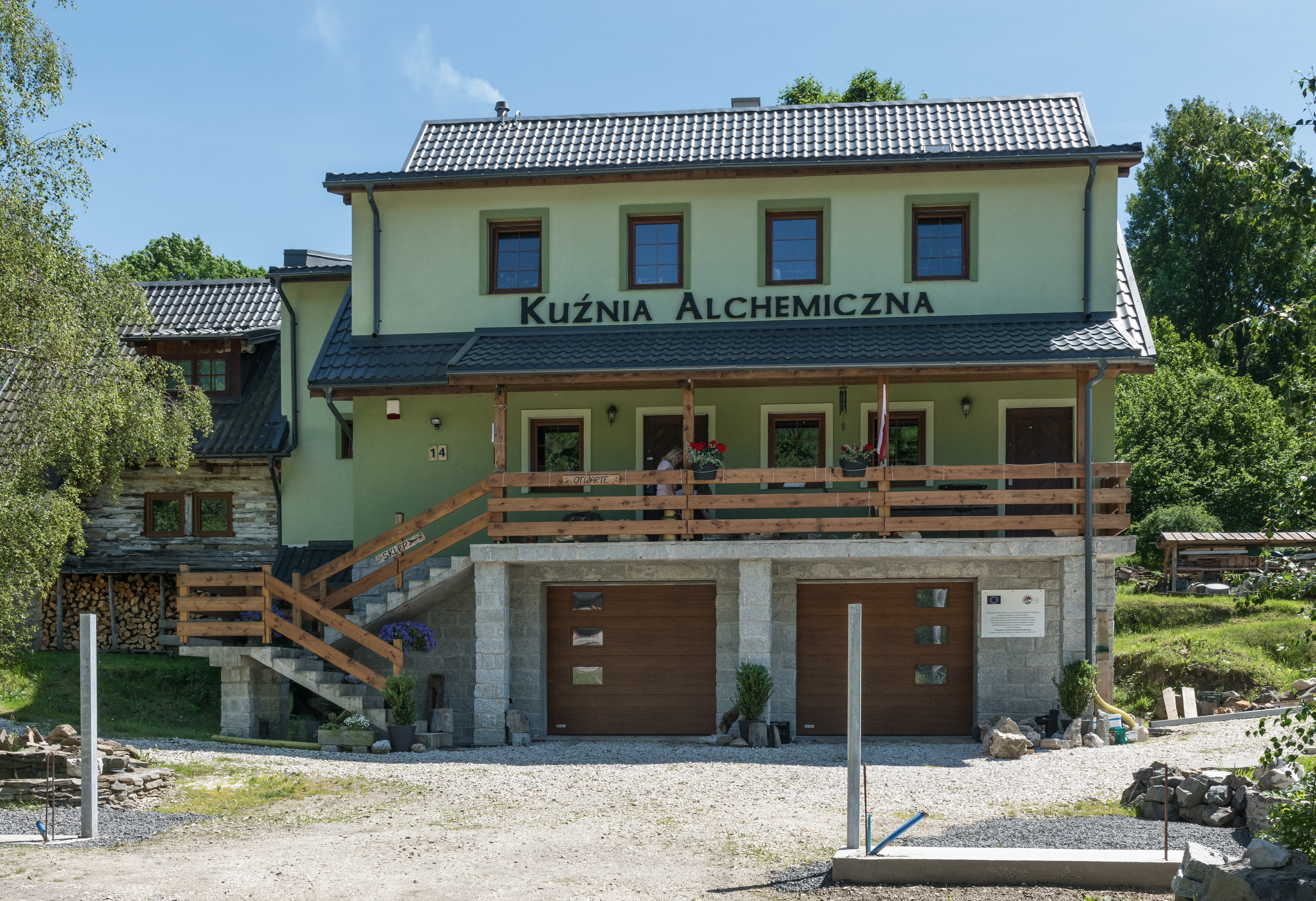
„Kuźnia Alchemiczna” w Kątach Bystrzyckich

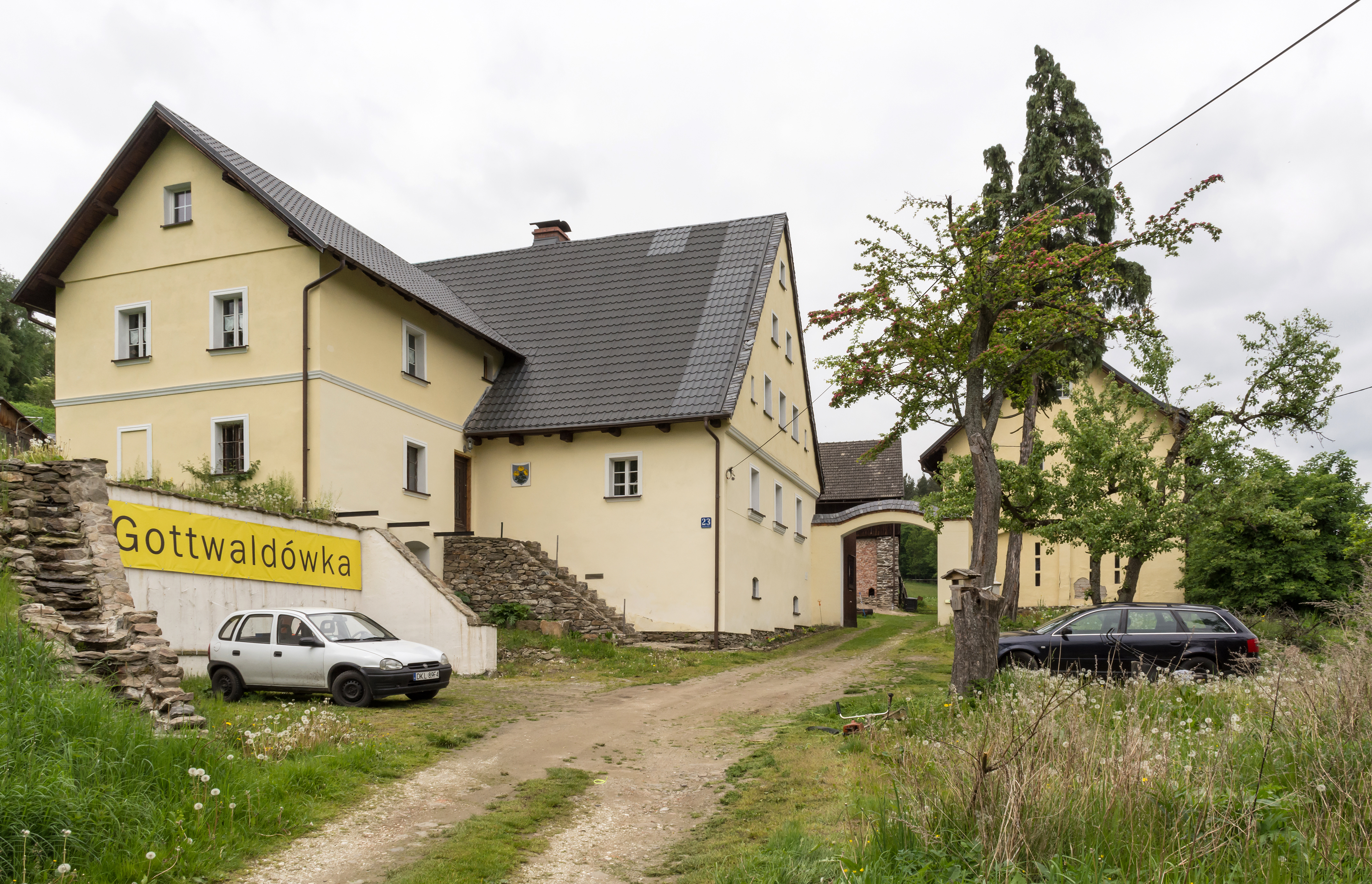
Skansen Gottwaldówka w Kątach Bystrzyckich

Kąty Bystrzyckie (niem. Winkeldorf) – wieś w Polsce położona w województwie dolnośląskim, w powiecie kłodzkim, w gminie Lądek-Zdrój, w dolinie wśród pasma Krowiarek.

## Położenie
Kąty Bystrzyckie to mała wieś leżąca we wschodniej części Krowiarek, na wysokości około 490–610 m n.p.m.

## Podział administracyjny
W latach 1975–1998 miejscowość administracyjnie należała do województwa wałbrzyskiego.

## Historia
Wieś, wzmiankowana pod nazwą Winkeldorf, pojawia się po raz pierwszy w dokumencie króla Jana Luksemburskiego z roku 1346 jako należąca do feudalnego "państwa" karpieńskiego z siedzibą na zamku Karpień. Była to wtedy duża osada z własnym kościołem i parafią. W roku 1417 było tu wolne sędziostwo, należące w roku 1474 do rodziny Gottwald. Na przełomie XV i XVI wieku w okolicy funkcjonowała kopalnia, w której eksploatowano złoża rudy żelaza, przetapianej w prymitywnych kuźnicach w położonym 2,5 km na zachód Strachocinie (stąd wzięła się nazwa Kuźnicze Góry na określenie pasemka wzniesień rozdzielającego te dwie miejscowości). Po wybuchu wojny trzydziestoletniej we wsi, w której mieszkali w większości protestanci, wybuchły rozruchy związane z przymusowym wprowadzeniem katolicyzmu. Zamieszki te zostały krwawo stłumione przez armię cesarską. W XVI i XVII wieku Kąty Bystrzyckie były małą, rolniczą wsią liczącą od 11 do 21 kmieci. W drugiej połowie XVII wieku i w pierwszej połowie następnego stulecia wieś zachowała charakter rolniczy, a rzemiosło reprezentowane było bardzo skromnie. Przed rokiem 1789 utworzono tu szkołę katolicką. Do połowy XIX wieku wieś podzielona była na dwie części: większą, położoną wyżej, dominialną z kościołem filialnym i szkołą, oraz mniejszą, położoną u wylotu doliny, z sędziostwem, młynem i gorzelnią, zwaną Kłodno (niem. Neustift). W drugiej połowie XIX wieku obie części zostały scalone. Największą liczbę ludności, 350 osób, odnotowano w Kątach w 1857 roku.

## Kultura i edukacja
Od 1997 roku we wsi działa Mała Akademia Sztuki „Kąty Siedem i Pół”, założona przez malarkę Ewę Konikowską. Jest to prywatna szkoła artystyczna dla dzieci, stawiająca sobie za cel uwrażliwienie młodych mieszkańców okolic na piękno i wartości kulturowe ziemi kłodzkiej.

Od 2003 roku w XIX-wiecznych zabudowaniach gospodarczych rozpoczął działalność skansen „Gottwaldówka”, w którym wyeksponowano kolekcję dawnych koronek, oraz grafiki niemieckiego malarza Ericha Fuchsa przedstawiające kulturę ludową i rzemiosło Sudetów.

W Kątach Bystrzyckich prowadzi też działalność „Kuźnia Alchemiczna”. Placówka zajmuje się działalnością edukacyjną i wystawienniczą z zakresu geologii, organizuje warsztaty (nauka płukania złota i samodzielnego poszukiwania minerałów). Można tam też kupić okazy minerałów obrabiane we własnej szlifierni.

## Zabytki
Do wojewódzkiego rejestru zabytków wpisany jest kościół filialny pw. św. Katarzyny Aleksandryjskiej z 1541 roku, przebudowany w XVIII wieku.

## Szlaki turystyczne
- Przez Kąty Bystrzyckie przechodzi czerwony Główny Szlak Sudecki z Lądka Zdroju na Przełęcz Puchaczówkę[5].